# Perry White
Perry White (pełne nazwisko Perry Jerome White) – fikcyjna postać drugoplanowa występująca w komiksach o przygodach Supermana, które wydawane są przez DC Comics, oraz we wszelkich adaptacjach tychże komiksów. Autorami postaci był duet twórców Supermana: scenarzysta Jerry Siegel i rysownik Joe Shuster. Pierwszy raz pojawił się w magazynie Superman vol. 1 #7 (listopad 1940), jednak jego prawdziwy debiut miał miejsce w słuchowisku radiowym The Adventures of Superman na kilka miesięcy przed debiutem w komiksie.
Perry White jest redaktorem naczelnym wydawanej w mieście Metropolis gazety codziennej Daily Planet (pierwotnie nazywanej Daily Star). Został wprowadzony jako zamiennik wcześniejszej postaci komiksowej – George’a Taylora, będącej oryginalnym redaktorem gazety Daily Star. Znany z palenia cygar, Perry White jest bardzo rygorystyczny, zrzędliwy i porywczy, aczkolwiek zawsze stara się dbać o swoich pracowników. Jego podwładnymi są m.in. nieśmiały reporter Clark Kent (alter ego Supermana), dociekliwa reporterka Lois Lane, będąca również wielką miłością superbohatera, oraz młody fotograf Jimmy Olsen. Jest archetypem stanowczego, wybuchowego, ale też sprawiedliwego szefa. Perry White znany jest z powiedzeń „Great Caesar's ghost!” i „Don't call me 'chief'!”, które pierwszy raz pojawiły się w serialu telewizyjnym The Adventures of Superman z lat 1952–1958.
Postać Perry’ego White’a gościła również w wielu adaptacjach komiksów o przygodach Supermana. Pierwszym odtwórcą jego roli w serialu Superman (1948) i jego kontynuacji Atom Man vs. Superman był Pierre Watkin. W serialu telewizyjnym The Adventures of Superman z lat 1952–1958 w rolę Perry’ego White’a wcielił się John Hamilton. W 4-częściowej serii filmów kinowych, zapoczątkowanej obrazem Superman (Superman: The Movie) z 1978 roku, w reżyserii Richarda Donnera, odtwórcą roli redaktora naczelnego Daily Planet był Jackie Cooper. W serialu telewizyjnym Nowe przygody Supermana (Lois & Clark: New Adventures of Superman) z lat 1993–1997 rolę szefa Clarka i Lois zagrał Lane Smith. W serialu telewizyjnym Tajemnice Smallville (Smallville) jego rolę grał Michael McKean. W pseudo-sequelu do serii filmów z lat 1978–1987 pod tytułem Superman: Powrót (Superman Returns) z 2006 roku (reżyseria Bryan Singer), następcą Jackiego Coopera był Frank Langella. Nowym filmowym odtwórcą postaci Perry’ego White’a został afroamerykański aktor Laurence Fishburne, który zagrał najpierw w filmie Człowiek ze stali (Man of Steel), a następnie ma powrócić do tej roli w oczekującym na swoją premierę sequelu przygód Supermana pod tytułem Batman v Superman: Świt sprawiedliwości (Batman v Superman: Dawn of Justice) (oba filmy w reżyserii Zacka Snydera). W serialu animowanym Superman (Superman: The Animated Series) głosu użyczył mu George Dzundza. Pojawiał się również w kilku animowanych adaptacjach komiksów DC Comics (wydawanych bezpośrednio na DVD) m.in. w filmie Superman: Doomsday, gdzie głosu użyczył mu Ray Wise, oraz Niezwyciężony Superman (All-Star Superman), gdzie głosu użyczył mu Edward Asner.